# La Séguinière
La Séguinière is een gemeente in het Franse departement Maine-et-Loire in de regio Pays de la Loire. De gemeente maakt deel uit van het arrondissement Cholet en sinds 22 maart 2015 van het op die dag gevormde kanton Saint-Macaire-en-Mauges, sinds 2020 genaamd kanton Sèvremoine. Daarvoor viel het onder het kanton Cholet-1. La Séguinière telde op 1 januari 2022 4.199 inwoners.

## Geografie
De oppervlakte van La Séguinière bedraagt 31,15 vierkante kilometer; Op 1 januari 2022 was de bevolkingsdichtheid 134,8 inwoners per km².

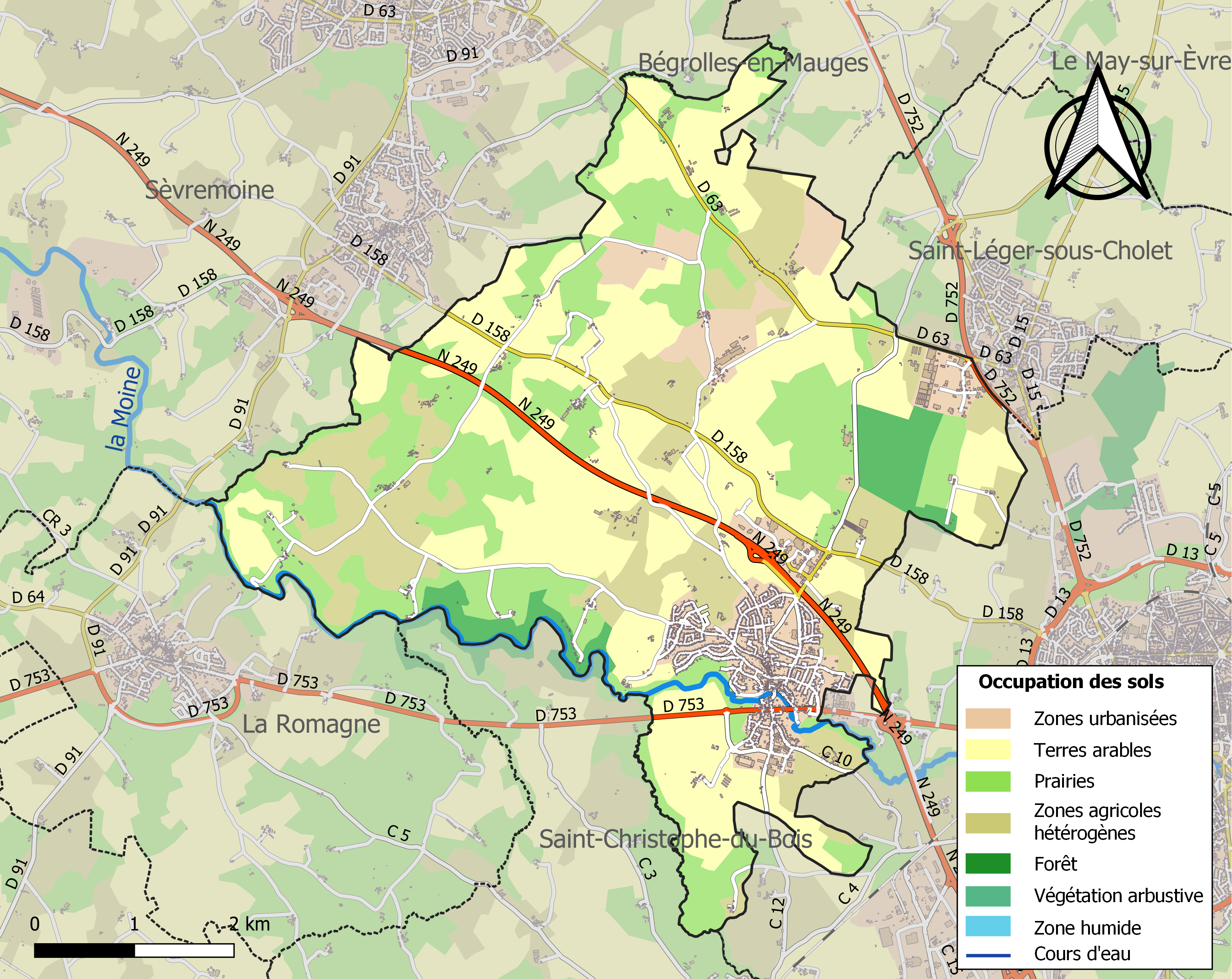
Kaart van de gemeente met de belangrijkste infrastructuur, bodemgebruik en omliggende gemeenten

## Demografie
Onderstaande figuur toont het verloop van het inwonertal.
Le May-sur-Èvre · La Romagne · Saint-Christophe-du-Bois · Saint-Léger-sous-Cholet · La Séguinière · Sèvremoine